# Colanthura nigra
Colanthura nigra là một loài chân đều trong họ Paranthuridae. Loài này được Nunomura miêu tả khoa học năm 1975.